# هودیتسه
هودیتسه (به چکی: Hodice) یک منطقهٔ مسکونی در جمهوری چک است که در ناحیه ییهلاوا واقع شده‌است. هودیتسه ۱۲٫۵۵ کیلومتر مربع مساحت و ۷۶۱ نفر جمعیت دارد و ۵۶۳ متر بالاتر از سطح دریا واقع شده‌است.